# لانگماتان
لانگماتان (به لاتین: Longmatan District) یک سکونتگاه مسکونی در جمهوری خلق چین است که در لوجو واقع شده‌است.